# Lorenzo Materazzo
Lorenzo Materazzo (...) è un pianista e musicologo italiano che si occupa di classica, elettronica e musica da film.

## Biografia
Lorenzo Materazzo si perfeziona a Imola con F. Scala, al Mozarteum di Salisburgo con A. Kontarsky e segue i corsi di perfezionamento di M. Pollini all'Accademia Chigiana di Siena e di G. Ohlsson alla Royal Academy di Londra. Vincitore di concorsi pianistici nazionali e internazionali si esibisce in Festival e Stagioni Concertistiche in Italia e all’estero, suonando anche in qualità di solista con l’Istituzione Sinfonica Abruzzese presso il “Teatro S. Filippo” di L'Aquila. In veste di compositore avvia nel 2007 una collaborazione con l'artista G. Stampone, lavorando alla composizione delle musiche per la XV Quadriennale di Roma presso il Palazzo delle Esposizioni. Con il duo di musica elettronica “Ex.Wave” apre i concerti milanesi dei Deep Purple al teatro Smeraldo di Milano (2008) e all’Arena di Verona (2011); nel 2009 viene invitato ad esibirsi a Monaco di Baviera da George Michael per la sua Fondazione. Viene invitato a suonare in programmi radio come “Notturno Italiano” di Radio Rai 1, “Radio 3 Suite” di Radio Rai 3, “Start” di Radio Rai 1, “Taccuino Italiano” di Rai Internazionale Radio, Radio Città Aperta. Il suo libro “Elementi di tecnica pianistica” del 2014 è distribuito nelle più importanti biblioteche del mondo, tra cui la Stanford University in California. Nel 2016 pubblica per Armelin Musica Padova il saggio su musica classica e cinema “Il Documentario Musicale. Generi, forme e produzione”. È docente di Pianoforte in Conservatorio e titolare dello “Studio Pianistico Materazzo” di Teramo. Nel 2018 incide il disco di musica classica “Lorenzo Materazzo plays Scarlatti & Bach” per l’etichetta Austrian Gramophone, distribuito da Naxos Records. Nel 2019 in occasione del progetto "Aurora", in cui musica dal vivo il film di Friedrich Wilhelm Murnau, entra in contatto con il regista teramano Marco Chiarini con cui avvia un'intensa collaborazione.

## Discografia
- 2000 - L’800 Musicale Napoletano – Mnemes Palermo (prefazione di Aldo Ciccolini)
- 2009 - Apri gli occhi - Do It Yourself / EMI
- 2011 - Plagiarism - Bollettino Edizioni Musicali / Sony Music
- 2013 - Nowhere - Bollettino Edizioni Musicali / Artist First
- 2016 - Landscape - Bollettino Edizioni Musicali / Artist First
- 2018 - Lorenzo Materazzo plays Scarlatti & Bach - Austrian Gramophone

## Saggi
- Elementi di Tecnica pianistica. Un approccio analitico attraverso il mezzo audiovisivo, Armelin Edizioni Padova, 2014.
- Musica classica e mezzo audiovisivo: il Documentario musicale - generi, forme e produzione, Armelin Edizioni Padova, 2016.

## Spettacoli
- 2016 - NoMoreWar - con Alan Di Liberatore e Ramona Di Serafino
- 2018 - Pasolini: a Life of Poetry - con Alan Di Liberatore e Fabiana Fratoni
- 2019 - Aurora di F. W. Murnau musicato dal vivo - con Alan Di Liberatore e Cineforum Teramo (con la partecipazione di Marco Chiarini e Dimitri Bosi)